# Chennai Open 2009
Il Chennai Open 2009  è stato un torneo di tennis giocato sul cemento. È stata la 14ª edizione del torneo che fa parte dell'ATP World Tour 250 series dell'ATP World Tour 2009. Si è giocato nell'impianto di SDAT Tennis Stadium di Chennai nella regione del Tamil Nadu in India, dal 5 al 10 gennaio 2009.

## Campioni

### Singolare
Marin Čilić ha battuto in finale  Somdev Devvarman con il punteggio di 6–4, 7–6(3)
- Primo titolo dell'anno e secondo in carriera per Čilić.

### Doppio
Eric Butorac /  Rajeev Ram hanno battuto in finale  Jean-Claude Scherrer /  Stan Wawrinka con il punteggio di 6–3, 6–4